# Anacardium corymbosum
Anacardium corymbosum é uma espécie de plantas com flores. Foi descrita pela primeira vez por João Barbosa Rodrigues. Anacardium corymbosum pertence ao gênero Anacardium, e família Anacardiaceae.
Este tipo de planta pode ser encontrada em:
- centro-oeste do Brasil
  - Mato Grosso (estado)

Não há tipos listados como este.